# Afrikanische Striemen-Grasmäuse
Die Afrikanischen Striemen-Grasmäuse (Rhabdomys) sind eine im südlichen Afrika verbreitete Nagetiergattung aus der Unterfamilie der Altweltmäuse (Murinae).

## Gestalt
Die tagaktiven Afrikanischen Striemen-Grasmäuse sind leicht durch die 4 Längsstreifen auf dem Rücken von anderen Mausarten zu unterscheiden. Ihre Farbe variiert von grau-weiß bis dunkelbraun, wobei die Bauchpartie schmutzig-weiß bis zu einem hellen grau-braun gefärbt ist. Die Rückseite der Ohren sind rot-braun bis gelb-braun ausgeprägt. Die ausgewachsenen Tiere erreichen eine Länge (inklusive Schwanz) von 20 Zentimetern.

## Verbreitung und Lebensraum
Die Afrikanischen Striemen-Grasmäuse sind in einer Vielzahl von Habitaten anzufinden, Voraussetzung ist alleinig das Vorhandensein von Gras. Das Verbreitungsgebiet umfasst im Wesentlichen das südliche Afrika sowie Teile von Ostafrika. Naturschutzgebiete, in denen die Tiere vorkommen, sind unter anderem Bontebok, Pilanesberg, Etosha, Giant’s Castle, Mountain Zebra, Addo Elephant, Willem Pretorius, Cape of Good Hope, Karoo, Namib-Naukluft.

## Systematik
Früher wurden alle Tiere zu einer Art, Rhabdomys pumilio, zusammengefasst. Aufgrund von Unterschieden in der Chromosomenzahl, der Zahnformel und im Verhalten werden heute zwei Arten unterschieden. Rhabdomys pumilio ist sozialer und bewohnt eher trockene Gebiete; Rhabdomys dilectus lebt hingegen einzelgängerisch und kommt eher in feuchten Gebieten vor.